# Filimer
Filimer va ser un dels primers reis dels gots, segons Jordanes. Ell era fill de Gadaric (Gadareiks) i la cinquena generació des que Berig es va assentar amb la seua gent a Gothiscandza. Quan la nació gòtica s'havia multiplicat prou, Filimer va decidir traslladar la seua gent a Escítia (on va derrotar els Sàrmates). Llavors van anomenar el seu nou territori Oium, significant "a les aigües". Presumptament, aquesta migració s'hauria produït uns 2030 anys abans que Jordanes escriguera "Origen dels Gots".
El registres arqueològics demostren que la població del gòtic poble wielbark (Polònia) efectivament s'havia traslladat i assentat a Ucraïna i allí s'havia barrejat amb la població anterior de cultura de Zarubintsy, i junts van formar la Cultura de Txèrniakhov. Aquest moviment cultural s'identifica com la migració dels gots des de Gothiscandza fins a Oium, però no tots els estudiosos troben proves convincents.

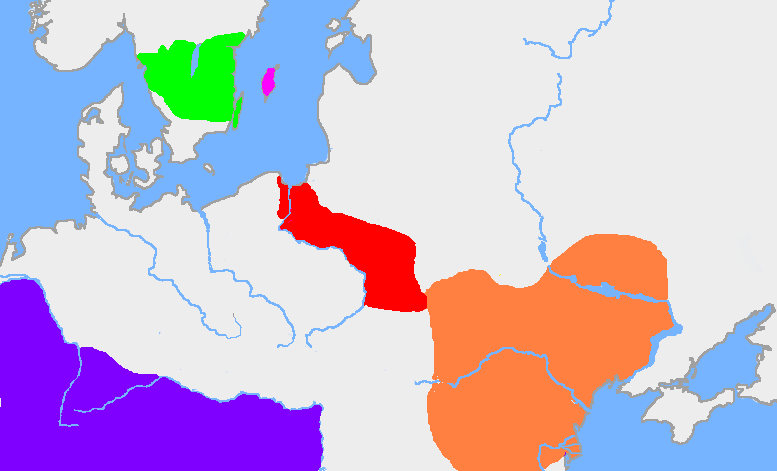
La zona roja és Gothiscandza (el poble wielbark), i la zona taronja és l'extensió d'Oium (la Cultura de Txèrniakhov). La zona de color rosa fosc és Gotland i la zona verda és l'extensió tradicional de Götaland. La zona de color blau fosc és l'Imperi Romà.

Jordanes (XXIV:121) també relata que Filimer va expulsar bruixes que es deien haliurunnas. Aquestes bruixes van ser condemnades a vagar i van buscar refugi ben lluny (hom diu que havien donat a llum als primers huns).
L'estudiós danés Arne Søby Christensen va suggerir que el nom de Filimer havia estat inventat per Cassiodor, una suggerència ben rebuda entre els historiadors.